# (21999) Disora
(21999) Disora est un astéroïde de la ceinture principale.

## Description
(21999) Disora est un astéroïde de la ceinture principale. Il fut découvert le 7 décembre 1999 à Campo Catino par Franco Mallia. Il présente une orbite caractérisée par un demi-grand axe de 2,66 UA, une excentricité de 0,16 et une inclinaison de 14,3° par rapport à l'écliptique.

## Compléments